# Éliminatoires de la Coupe d'Asie féminine de football 2022
Navigation
Édition précédente Édition suivante
Les éliminatoires de la Coupe d'Asie féminine de football 2022 déterminent les 8 pays de l'AFC féminine qualifiés pour la Coupe d'Asie féminine de football 2022, qui se déroule en Inde.

## Programme

### Qualifiés d'office
Le pays hôte et les 3 nations les mieux classées de la Coupe d'Asie 2018 sont directement qualifiés pour la phase finale.
Pays hôte
- Inde

Équipes les mieux classées de l'édition 2018
- Japon (vainqueur)
- Australie (2e)
- Chine (3e)

### Règlement
Les éliminatoires opposent 24 pays répartis en 6 groupes de 3, 1 groupe de 4 et 1 groupe de 2 qui se rencontrent lors de tournois toutes rondes simples. Chaque premier de groupe se qualifie pour la Coupe d'Asie. 

Ce déséquilibre entre les groupes est dû au forfait tardif de 4 pays après le tirage au sort. Le groupe C, réduit à 2, organise une double rencontre.
Le règlement est celui de l'AFC relatif à cette compétition, des éliminatoires à la phase finale.
- une victoire compte pour 3 points ;
- un match nul compte pour 1 point ;
- une défaite compte pour 0 point.

Le classement des équipes est établi grâce aux critères suivants :
1. Le plus grand nombre de points obtenus dans tous les matchs du groupe.
En cas d'égalité :
2. Plus grand nombre de points obtenus dans les matchs disputés entre les équipes à égalité ;
3. Meilleure différence de buts dans les matchs disputés entre les équipes à égalité ;
4. Plus grand nombre de buts marqués lors des matchs disputés entre les équipes à égalité ;
5. Si, après l'application des critères 2 à 4, seule une partie des équipes sont encore à égalité, on reprend les critères 2 à 4 pour les équipes concernées par cette nouvelle égalité.
Si, après l'application des critères 2 à 4, des équipes sont encore à égalité, les critères suivants s’appliquent :
6. Meilleure différence de buts dans tous les matchs du groupe ;
7. Plus grand nombre de buts marqués dans tous les matchs du groupe ;
8. Si deux et seulement deux équipes sont concernées par une même égalité et se rencontrent lors de leur dernière journée, une séance de tirs au but aura lieu à la fin du temps réglementaire ;
9. Classement du fair-play dans tous les matchs du groupe, en appliquant le barème suivant :
  - Un carton jaune compte pour -1 point ;
  - Un second carton jaune dans le même match pour une même joueuse compte pour -2 points ;
  - Un carton rouge direct compte pour -3 points ;
10. Tirage au sort.

### Chapeau
| Pot 1                                                                                           | Pot 2                                                                                  | Pot 3     | Pot 4 (non classés)                                                                                      |
| ----------------------------------------------------------------------------------------------- | -------------------------------------------------------------------------------------- | --------- | --- |
| Thaïlande Corée du Sud Philippines Jordanie Viêt Nam Corée du Nord (WO) Taipei chinois Birmanie | Bahreïn Iran Ouzbékistan Palestine Émirats arabes unis Singapour Hong Kong Tadjikistan | Irak (WO) | Afghanistan (WO) Bangladesh Guam Indonésie Laos Liban Malaisie Maldives Mongolie Népal Turkménistan (WO) |

- Les pays sont classés en fonction de leur performance lors de l'édition 2018.
- (WO) Pays ayant déclaré forfait après le tirage au sort.

Le tirage au sort a lieu le 24 juin 2021, à Kuala Lumpur, en Malaisie. Chaque groupe comprend un pays du pot 1, un pays du pot 2, un ou deux pays des pots 3 et 4. Originellement 28, le nombre de nations est réduit à 24 suite à 4 retraits tardifs liés à la pandémie de Covid-19 (Corée du Nord, Irak, Turkménistan) ou à des raisons politique (prise du pouvoir par les talibans en Afghanistan).
Non-participants :  Afghanistan,  Arabie saoudite,  Bhoutan,  Brunei,  Cambodge,  Corée du Nord,  Irak,  Koweït,  Kirghizistan,  Macao,  Îles Marianne du Nord (hors FIFA),  Oman,  Pakistan,  Qatar,  Sri Lanka,  Syrie,  Timor oriental,  Turkménistan,  Yémen

## Groupes
- Sélection qualifiée pour la Coupe d'Asie 2022
- Sélection éliminée

### Groupe A
| Rang | Équipe         | Pts | J | G | N | P | Bp | Bc | Diff |  | Résultats (▼ dom., ► ext.) |  |     |     |  |
| ---- | -------------- | --- | - | - | - | - | -- | -- | ---- |  | -------------------------- |  | --- | --- |  |
| 1    | Taipei chinois | 6   | 2 | 2 | 0 | 0 | 6  | 0  | +6   |  | Taipei chinois             |  | 2-0 | 4-0 |  |
| 2    | Bahreïn (H)    | 1   | 2 | 0 | 1 | 1 | 0  | 2  | -2   |  | Bahreïn (H)                |  |     | 0-0 |  |
| 3    | Laos           | 1   | 2 | 0 | 1 | 1 | 0  | 4  | -4   |  | Laos                       |  |     |     |  |
| 4    | Turkménistan   |     |   |   |   |   |    |    |      |  | Turkménistan               |  |     |     |  |

- Taïwan était prévu initialement comme pays hôte.

### Groupe B
| Rang | Équipe          | Pts | J | G | N | P | Bp | Bc | Diff |  | Résultats (▼ dom., ► ext.) |  |     |      |  |
| ---- | --------------- | --- | - | - | - | - | -- | -- | ---- |  | -------------------------- |  | --- | ---- |  |
| 1    | Viêt Nam        | 6   | 2 | 2 | 0 | 0 | 23 | 0  | +23  |  | Viêt Nam                   |  | 7-0 | 16-0 |  |
| 2    | Tadjikistan (H) | 3   | 2 | 1 | 0 | 1 | 4  | 7  | -3   |  | Tadjikistan (H)            |  |     | 4-0  |  |
| 3    | Maldives        | 0   | 2 | 0 | 0 | 2 | 0  | 20 | -20  |  | Maldives                   |  |     |      |  |
| 4    | Afghanistan     |     |   |   |   |   |    |    |      |  | Afghanistan                |  |     |      |  |

### Groupe C
| Rang | Équipe        | Pts | J | G | N | P | Bp | Bc | Diff |  | Résultats (▼ dom., ► ext.) |     |     |  |  |
| ---- | ------------- | --- | - | - | - | - | -- | -- | ---- |  | -------------------------- | --- | --- |  |  |
| 1    | Indonésie     | 6   | 2 | 2 | 0 | 0 | 2  | 0  | +2   |  | Indonésie                  |     | 1-0 |  |  |
| 2    | Singapour     | 0   | 2 | 0 | 0 | 2 | 0  | 2  | -2   |  | Singapour                  | 0-1 |     |  |  |
| 3    | Irak          |     |   |   |   |   |    |    |      |  | Irak                       |     |     |  |  |
| 4    | Corée du Nord |     |   |   |   |   |    |    |      |  | Corée du Nord              |     |     |  |  |

- Le pays hôte est le Tadjikistan.

### Groupe D
| Rang | Équipe              | Pts | J | G | N | P | Bp | Bc | Diff |  | Résultats (▼ dom., ► ext.) |  |     |     |     |
| ---- | ------------------- | --- | - | - | - | - | -- | -- | ---- |  | -------------------------- |  | --- | --- | --- |
| 1    | Birmanie            | 9   | 3 | 3 | 0 | 0 | 14 | 0  | +14  |  | Birmanie                   |  | 4-0 | 2-0 | 8-0 |
| 2    | Liban               | 6   | 3 | 2 | 0 | 1 | 4  | 4  | 0    |  | Liban                      |  |     | 1-0 | 3-0 |
| 3    | Émirats arabes unis | 3   | 3 | 1 | 0 | 2 | 2  | 4  | -2   |  | Émirats arabes unis        |  |     |     | 2-1 |
| 4    | Guam                | 0   | 3 | 0 | 0 | 3 | 1  | 13 | -12  |  | Guam                       |  |     |     |     |

- Le pays hôte est le Kirghizistan (le Liban était prévu initialement).

### Groupe E
| Rang | Équipe          | Pts | J | G | N | P | Bp | Bc | Diff |  | Résultats (▼ dom., ► ext.) |  |     |      |
| ---- | --------------- | --- | - | - | - | - | -- | -- | ---- |  | -------------------------- |  | --- | ---- |
| 1    | Corée du Sud    | 6   | 2 | 2 | 0 | 0 | 16 | 0  | +16  |  | Corée du Sud               |  | 4-0 | 12-0 |
| 2    | Ouzbékistan (H) | 3   | 2 | 1 | 0 | 1 | 12 | 4  | +8   |  | Ouzbékistan (H)            |  |     | 12-0 |
| 3    | Mongolie        | 0   | 2 | 0 | 0 | 2 | 0  | 24 | -24  |  | Mongolie                   |  |     |      |

### Groupe F
| Rang | Équipe      | Pts | J | G | N | P | Bp | Bc | Diff |  | Résultats (▼ dom., ► ext.) |  |     | Drapeau du Népal |
| ---- | ----------- | --- | - | - | - | - | -- | -- | ---- |  | -------------------------- |  | --- | ---------------- |
| 1    | Philippines | 6   | 2 | 2 | 0 | 0 | 4  | 2  | +2   |  | Philippines                |  | 2-1 | 2-1              |
| 2    | Hong Kong   | 1   | 2 | 0 | 1 | 1 | 1  | 2  | -1   |  | Hong Kong                  |  |     | 0-0              |
| 3    | Népal       | 1   | 2 | 0 | 1 | 1 | 1  | 2  | -1   |  | Népal                      |  |     |                  |

- Le pays hôte est l'Ouzbékistan (le Népal était prévu initialement).

### Groupe G
| Rang | Équipe     | Pts | J | G | N | P | Bp | Bc | Diff |  | Résultats (▼ dom., ► ext.) |  |     |     |
| ---- | ---------- | --- | - | - | - | - | -- | -- | ---- |  | -------------------------- |  | --- | --- |
| 1    | Iran       | 4   | 2 | 1 | 1 | 0 | 5  | 0  | +5   |  | Iran                       |  | 0-0 | 5-0 |
| 2    | Jordanie   | 4   | 2 | 1 | 1 | 0 | 5  | 0  | +5   |  | Jordanie                   |  |     | 5-0 |
| 3    | Bangladesh | 0   | 2 | 0 | 0 | 2 | 0  | 10 | -10  |  | Bangladesh                 |  |     |     |

- Le pays hôte est l'Ouzbékistan (le Bangladesh était prévu initialement).
- L'Iran s'est qualifié aux tirs au but, comme le prévoit le cas 8 du règlement.

### Groupe H
| Rang | Équipe        | Pts | J | G | N | P | Bp | Bc | Diff |  | Résultats (▼ dom., ► ext.) |  |     |     |
| ---- | ------------- | --- | - | - | - | - | -- | -- | ---- |  | -------------------------- |  | --- | --- |
| 1    | Thaïlande     | 6   | 2 | 2 | 0 | 0 | 11 | 0  | +11  |  | Thaïlande                  |  | 4-0 | 7-0 |
| 2    | Malaisie      | 3   | 2 | 1 | 0 | 1 | 2  | 4  | -2   |  | Malaisie                   |  |     | 2-0 |
| 3    | Palestine (H) | 0   | 2 | 0 | 0 | 2 | 0  | 9  | -9   |  | Palestine (H)              |  |     |     |

## Liste des qualifiés
| Méthode de qualification | Méthode de qualification | Pays           | Date              | Édition 2018    |
| ------------------------ | ------------------------ | -------------- | ----------------- | --------------- |
| Qualification d'office   | Pays Hôte                | Inde           | 5 juin 2020       | Éliminatoires   |
| Qualification d'office   | 1er Édition 2018         | Japon          | 28 janvier 2021   | Vainqueur       |
| Qualification d'office   | 2e Édition 2018          | Australie      | 28 janvier 2021   | Finale          |
| Qualification d'office   | 3e Édition 2018          | Chine          | 28 janvier 2021   | Demi-finale 3e  |
| Éliminatoires            | 1er Groupe A             | Taipei chinois | 24 octobre 2021   | Éliminatoires   |
| Éliminatoires            | 1er Groupe B             | Viêt Nam       | 29 septembre 2021 | Premier tour    |
| Éliminatoires            | 1er Groupe C             | Indonésie      | 27 septembre 2021 | Forfait         |
| Éliminatoires            | 1er Groupe D             | Birmanie       | 24 octobre 2021   | Éliminatoires   |
| Éliminatoires            | 1er Groupe E             | Corée du Sud   | 23 septembre 2021 | Premier Tour 5e |
| Éliminatoires            | 1er Groupe F             | Philippines    | 24 septembre 2021 | Premier Tour 6e |
| Éliminatoires            | 1er Groupe G             | Iran           | 25 septembre 2021 | Éliminatoires   |
| Éliminatoires            | 1er Groupe H             | Thaïlande      | 25 septembre 2021 | Demi-finale 4e  |

Non-qualifiés de l'édition 2018 :

 Jordanie Premier Tour